# Monte Cimate
Il monte Cimate (580 m s.l.m.) è una collina dei monti Ausoni nell'Antiappennino laziale.
Si trova nel Lazio nella provincia di Frosinone, nel territorio comunale di Pastena.